# فرانك هارت
فرانك هارت (بالإنجليزية: Frank Hart)‏ هو سياسي أسترالي، ولد في 22 أغسطس 1860، وتوفي في 27 أكتوبر 1945.